# Frenesi alimentar

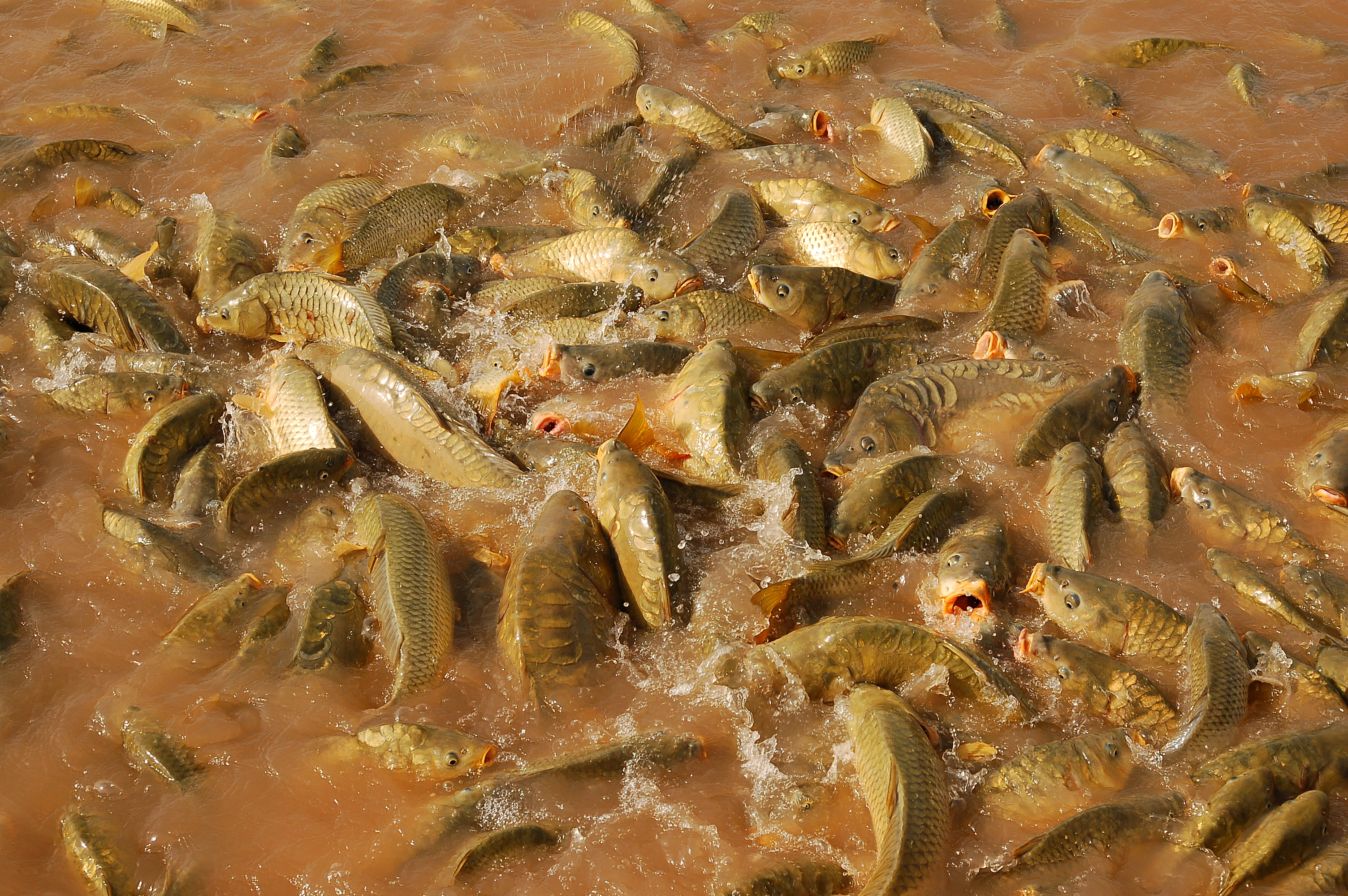
Carpa-comum (Cyprinus carpio) competindo por comida no lago do Palácio Real Agdal de Marraquexe, em Marrocos

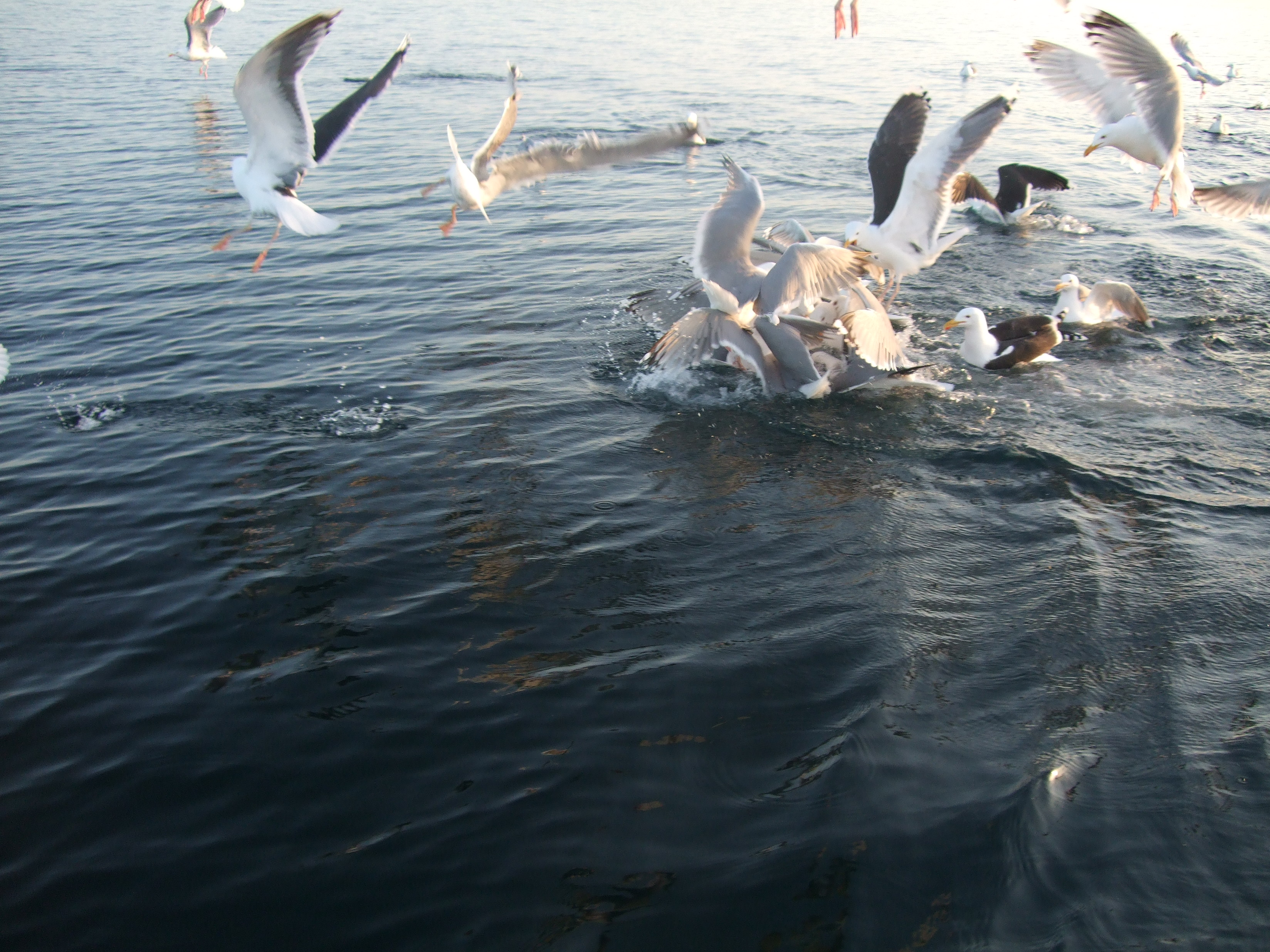
Gaivotas-prateadas e alcatrazes-comum em Vestfjord, Noruega, comendo restos de peixe depois que os pescadores limparam seus pescados.

Em ecologia, um frenesi alimentar ocorre quando os predadores são sobrecarregados pela quantidade de presas disponíveis. Por exemplo, um grande cardume de peixes pode fazer com que os tubarões próximos, como o tubarão-limão, entrem em um frenesi alimentar. Isso pode fazer com que os tubarões enlouqueçam, mordendo qualquer coisa que se mova, incluindo um ao outro ou qualquer outra coisa dentro do alcance da mordida. Outra explicação funcional para o frenesi alimentar é a competição entre os predadores. Este termo é mais usado quando se refere a tubarões ou piranhas. Também tem sido usado como um termo dentro do jornalismo.